# Route territoriale 20
Pour les articles homonymes, voir T20 (homonymie) et Route 20.
La route territoriale 20, ou RT 20, est une route territoriale française reliant le Nord d'Ajaccio à Borgo au Sud de Bastia depuis Automne 2014, remplaçant la quasi-totalité de la route nationale 193, dans le cadre du schéma directeur des routes territoriales de Corse 2011-2021,.

## Histoire
La route nationale N 193, d'Ajaccio à Bastia, a été mise en service en 1827, après achèvement de la construction du pont du Vecchio à Vivario. Dès cet événement, a commencé à fonctionner un transport par diligences hispomobile sur 154 km, entre Ajaccio et Bastia, passant par Bocognano, Vivario, Venaco, Corte, Ponte-Leccia et Casamozza, franchissant le col de Vizzavona à 1 163 mètres d'altitude.
Au XVIIIe siècle vers 1769, après que la Corse fut passée sous administration militaire française, des travaux furent entrepris afin de transformer les sentiers pour mulets et les pistes existantes. En 1807, malgré les soucis nationaux des guerres européennes vers l'Est et dans la péninsule ibérique, un décret de Napoléon Ier prescrivit le prolongement du cours Sainte-Lucie d'Ajaccio « en droite ligne » sur Bastia. Cette voie terminée en 1827, fut inscrite comme route royale dans la loi du 23 mai 1836.
Entre 1828 et 1886, d'importants travaux d'entretien et d'ajouts de sections ont été effectués : six chantiers de construction ont vu le jour pour améliorer son tracé, quinze ponts ont été construits. « Les travaux d'empierrement de la chaussée ont fait l'objet d'adjudications entre 1838 et 1882. Le plus important des chantiers portait sur l'empierrement de 80 km de route dont le coût fut calculé à 121 372 Frs (ADC, 2 S 50 à 62 et 2 S 77) ». Des maisons cantonnières ont été édifiées sur le parcours.
La RN 193 fut prolongée à ses deux extrémités, à Bastia pour pénétrer en partie dans la ville, à Ajaccio aux mêmes fins avec la dénomination de RN 193A, et sur la route des Sanguinaires avec la dénomination de RN 193B. 
Depuis l’automne 2014, elle a pris sa dénomination actuelle entre le Nord d'Ajaccio et Borgo au Sud de Bastia. L'accès au centre d'Ajaccio par l'aéroport est devenu la RT 21 et la voie rapide au Sud de Bastia est devenue la RT 11.

## Tracé

### D'Ajaccio à Corte
Les communes traversées sont :
- Ajaccio (km 148)
- Sarrola-Carcopino
- Tavaco
- Vero
- Ucciani
- Tavera

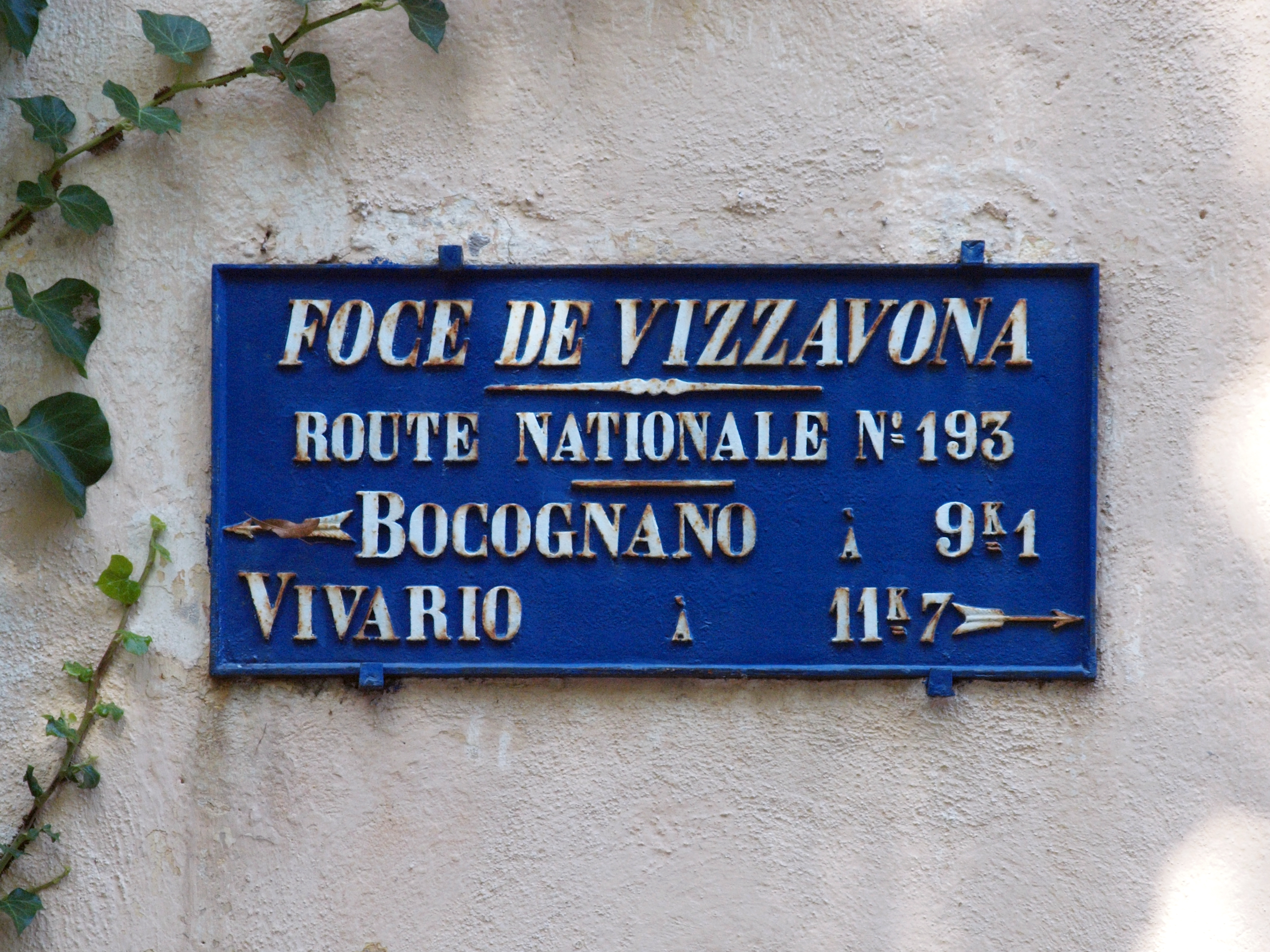
Plaque de la RN 193 sur l'ancienne portion de route à la Foce de Vizzavona

- Bocognano (contournée par le Tunnel de Bocognano et le Viaduc de Bocognano et traversée par la RT 201) (km 108)
- Vivario (km 87) (Vizzavona, km 98)
- Pont Baggioni
- Venaco (km 79)
- Santo-Pietro-di-Venaco (km 75)
- Casanova
- Corte (traversée par la RT 202) (km 67)

### De Corte à Bastia
Les communes traversées sont :
- Corte (km 67)
- Tralonca (contournée par le tunnel de San Quilicu / traversée par la RT 203) (km 61)
- Soveria (km 60)
- Omessa (Caporalino) (km 55), (Francardo traversée par la RT 204) (km 53)
- Prato-di-Giovellina
- Piedigriggio (Taverna) (km 48)
- Morosaglia (Ponte-Leccia) (km 46)
- Valle-di-Rostino
- Castello-di-Rostino (Ponte Novu) (km 39)
- Lento
- Bigorno
- Campitello (Accendi Pipa) (km 34)
- Volpajola (Barchetta) (km 29)
- Vignale (Fontanone) (km 21)
- Lucciana (Casamozza) (km 20)
- Borgo (traversée par la RT 205) (km 17)
- Biguglia (km 9)
- Furiani (km 6)
- Bastia (km 0)

## Insécurité routière
En termes d'insécurité routière, les 39 kilomètres de la RT 20 connaissent 12 tués sur une période de dix ans (2006-2015) soit 3,1 tués par tranche de dix kilomètres.
La RT 20 compte la même mortalité kilométrique que la RT 10 (route territoriale 10), ce qui en fait après la RT 10 qui est plus longue (64 kilomètres), la seconde route territoriale la plus mortelle du territoire corse. Ensemble, la RT 10 et la RT 20 représentent plus d'un tiers de la mortalité routière insulaire.